# Мальтраверс, Элеанора, 2-я баронесса Мальтраверс
Элеанора Мальтраверс (англ. Eleanor Maltravers; приблизительно 1346 — 10 января 1405) — английская аристократка, 2-я баронесса Мальтраверс в своём праве (suo jure) с 1365 года.

## Биография
Элеанора была дочерью сэра Джона Мальтраверса и Гвенлиан, внучкой 1-го барона Мальтраверса. Она родилась приблизительно в 1346 году. Рано потеряв отца, Элеанора унаследовала после смерти деда в 1365 году семейные владения и баронский титул. К тому времени она уже была замужем за Джоном Фицаланом, 1-м бароном Арунделом. В этом браке родились сын Джон (1364—1390) и дочь Маргарет, жена Уильяма де Роса, 6-го барона де Роса. В 1379 году баронесса овдовела, в 1384 году вышла замуж снова — за Реджинальда Кобема, 2-го барона Кобема из Стерборо; так как новый муж приходился ей троюродным братом, понадобилось разрешение папы римского. Во втором браке Элеанора родила двух сыновей, Реджинальда (3-го барона Кобема из Стерборо) и Джона.
В 1403 году Элеанора овдовела во второй раз. Она умерла 10 января 1405 года и была похоронена в Льюисском приорате согласно завещанию, которое датировано 26 сентября 1404 года.